# Cap Dejniov
El cap Dejniov o Dejniova (rus: мыс Дежнёва) és un cap localitzat en la costa àrtica de Sibèria que és el punt més oriental d'Àsia.
Administrativament, pertany al Districte autònom de Txukotka de la Federació de Rússia.

## Geografia
El cap Dejniov està localitzat a la península de Txukotka, entre la mar de Bering i la mar dels Txuktxis, a 82 km del cap Príncep de Gal·les a la península de Seward, Alaska, a l'altre costat de l'estret de Bering (les illes Diomedes i Fairway Rock estan localitzades a la part central).
El cap és la punta oriental de promontori alt i rocós, localitzat a uns 20 quilòmetres de Uelén, al nord, fins al cap de Pe'ek, al sud, connectada al continent per una llengua de terres baixes esquitxada de pantans i llacs poc profunds. Aquesta terra és tan baixa, que en la distància des de l'oest, el cap apareix gairebé com una illa. En la publicació de 1909 de l'Oficina Hidrogràfica dels EUA, Asiatic Pilot, apareix una altitud de 768 m, i en la carta marina de 2000 de l'US Office of Coast Survey mostra el pic més alt a 804 m.
La distància al cap Baba, a l'extrem occident d'Anatòlia (Turquia) és de 10.050 km, i constitueix la major dimensió del continent asiàtic.

## Història
En 1898, el cap va ser rebatejat oficialment com a cap Dejniov, en substitució del nom amb què l'havia batejat el capità James Cook, East Cape ("cap de l'Est"). Es va nomenar en reconeixement del navegant rus Semion Dejniov (1605-1672), que va ser el primer europeu que el detectà el 1648, en una travessia al llarg de la costa nord d'Àsia. Va descobrir el que llavors va ser dit estret d'Anian entre Àsia i Alaska, provant així que tots dos continents no estaven connectats. Va seguir el litoral i va doblegar la península de Txukotka. En els seus informes Dejniov va donar la descripció d'aquest llegendari «Promontori Tabin», l'existència va ser intuïda pels geògrafs antics. Dejniov també va descriure dues illes dels nadius txuktxis («zubatikh d'Ostrova»), ara conegudes com les illes Diomedes. Va recollir dades etnogràfiques interessants sobre els nadius txuktxis, que adornaven el seu llavi inferior amb trossos d'ullals o d'ossos de balena. El port d'arribada de l'expedició de Dejniov és desconegut. Hi ha un gran monument a Dejniov a la costa. 

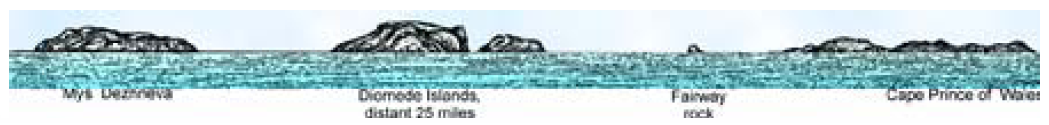
Caps i illes de l'estret de Bering, tal com es veuen des d'un punt a 25 milles a sud de les illes Diomedes. El cap Dejniov està a l'extrem esquerre.

El cap Dejniov va ser un centre per al comerç entre baleners i comerciants de pells nord-americans (i altres) i nadius yupik i txuktxis, a finals de segle xix i principis del segle xx. En els primers anys, els vaixells arribaven a Uelén per comerciar amb les pells produïdes al llarg de la costa àrtica. Posteriorment, es van establir estacions comercials en Uelén i Deixnevo (noms txuktxis, Keniskun, en yupik, Kaniskak). Fonts de l'època a vegades parlen d'un poble anomenat Emma-Town. Encara que aquest nom pot derivar de la propera vila yupik Enmitahin (en txuktxi, «fi dels penya-segats») el nom sembla referir-se a Keniskun (on estaven els comerciants) o potser a tots dos pobles junts. Dels quatre pobles històrics que hi havia sobre el propi fi, només Uelén segueix estant habitat. La històrica llogaret yupik de Naukan, a la costa sud-est de el cap, va ser evacuada en 1958, sent la majoria dels ocupants traslladats a Nunyamo, prop de la badia de Sant Llorenç.